# Reka
 Ovo je glavno značenje pojma Reka. Za druga značenja pogledajte Reka (razdvojba).
Reka je prigradsko naselje grada Koprivnice. U naselju živi 1.713 stanovnika (2001.). 
Reka je nastala u 17. stoljeću. 

## Zemljopis
Smještena je u podnožju Bilogore (najviši vrhe "Bilogore" 307 metara iznad mjesta) i proteže se uz lijevi tok potoka Koprivnica. Obronci Bilogore zarasli su šumom, a na čistinama zasađeni su brojni vinogradi. Na obradivim površinama okolice najčešće kulture su kukuruz i pšenica.

## Stanovništvo
| broj stanovnika | 584   | 669   | 794   | 902   | 946   | 1012  | 1161  | 1260  | 1316  | 1385  | 1506  | 1507  | 1479  | 1477  | 1702  | 1507  | 1317  |
|                 | 1857. | 1869. | 1880. | 1890. | 1900. | 1910. | 1921. | 1931. | 1948. | 1953. | 1961. | 1971. | 1981. | 1991. | 2001. | 2011. | 2021. |

## Obrazovanje
U naselju se nalazi područna škola (od 1. do 4. razreda) i dječji vrtić "Lastavica". 

## Kultura
- Društvo žena Reka - osnovano je 1976. godine, a djeluje na raznim manifestacijama na području Koprivnice
- Dobrovoljno vatrogasno društvo Reka
- Društvo umirovljenika Reka
- Udruga mladih Reka
- Udruga motorista Reka

Središnja godišnja proslava održava se u studenom pod nazivom "Dani kruha i zahvale za plodovima zemlje".
U centru naselja smješten je Župni dvor i crkva "Presvetog Trojstva" sagrađena u 19 stoljeću. 

## Šport
- NK Reka (2. ŽNL Koprivničko-križevačka 2014./2015)